# 잠적
잠적(Off the Grid)은 디스커버리 채널 코리아와 ENA가 공동으로 제작하는 힐링 예능 프로그램으로, 2021년 5월 27일부터 매주 목요일 밤에 편성되는 것으로 나와 있다.

## 기본 정보
카메라와 사람들의 시선 앞에서 살아가는 연예인들의 일상. 그러한 일상에서 벗어나 복잡한 감정들을 끊어내고 종적을 감출 수 있다면? 온전히 자기 자신만의 시간을 갖기 위해 자동차 한 대를 타고 ‘잠적’하는 스타. 그의 3일 간의 발자취를 카메라에 오롯이 담았다.

## 출연진
- 김다미 - 2021년 5월 27일부터 출연
- 김희애 - 2021년 9월 2일부터 출연
- 한지민 - 2021년 11월 4일부터 출연
- 조진웅 - 2021년 12월 23일부터 출연
- 문소리 - 2022년 2월 10일부터 출연
- 도경수 - 2022년 5월 12일부터 출연
- 김민하 - 2022년 11월 3일부터 출연
- 권유리 - 2022년 12월 1일부터 출연